# 엔포다큐, 아는 것이 힘이다
《엔포다큐, 아는 것이 힘이다》는 대한민국의 SBS TV에 방송되었던 예능 프로그램이다. 실생활에 유용한 정보와 화제를 담아내는 다큐멘터리으로, 2000년 4월 17일부터 2002년 7월 8일까지 방송하였다.

## 기획
- 홍성주

## 진행자
- 서상록, 박미선, 신용철, 김생민, 이연경, 김윤경

## 연출
- 오우용, 박진홍

## 방송 시간
| 방송 채널 | 방송 기간                         | 방송 시간                       | 비고 |
| --------- | --------------------------------- | ------------------------------- | ---- |
| SBS TV    | 2000년 4월 17일 ~ 2001년 1월 29일 | 매주 월요일 저녁 7시 10분 ~ 8시 |      |
| SBS TV    | 2001년 2월 5일 ~ 2002년 9월 3일   | 매주 월요일 저녁 7시 10분 ~ 8시 |      |
| SBS TV    | 2001년 9월 10일 ~ 2002년 3월 4일  | 매주 월요일 저녁 7시 10분 ~ 8시 |      |
| SBS TV    | 2002년 3월 11일 ~ 2002년 7월 8일  | 매주 월요일 저녁 7시 10분 ~ 8시 |      |

## 같이 보기
- VJ특공대 (KBS, 2000년 ~ 2018년)